# آرتور میشل
آرتور میشل (انگلیسی: Arthur Mitchell; زاده ۲۷ مارس ۱۹۳۴ – درگذشته ۱۹ سپتامبر ۲۰۱۸) طراح رقص، و بالت اهل ایالات متحده آمریکا بود. میشل، یکی از اولین رقصندگان سیاهپوست باله بود.

## زندگی‌نامه
وی که در هارلم نیویورک بزرگ شده بود نقش اول بسیاری از آثار طراح بزرگ رقص جورج بالانچین را به عهده داشت. او در دهه‌های ۱۹۵۰ و ۱۹۶۰ یکی از محبوب‌ترین رقصندگان در مرکز باله نیویورک بود و اولین سیاهپوستی بود که در این رشته به شهرت جهانی رسید. میشل گفته بود که بزرگترین دستاوردش آوردن سیاهپوستان به عالم باله است. رقص او با بالرین برجسته، دایانا آدامز، در سال ۱۹۵۷ باعث جنجال در کشوری شد که هنوز جدایی نژادی در آن وجود داشت. او در سال ۱۹۶۹ تئاتر رقص هارلم را بنیاد گذاشت که اولین شرکت باله کلاسیک در آمریکا بود که رقصندگان سیاهپوست را در اولویت قرار می‌داد. آنا گلاس مدیر فعلی تئاتر رقص هارلم از میشل به عنوان یک بینش‌ور واقعی نام برد.

## درگذشت
وی به علت مشکلات مربوط به نارسایی قلبی در سن ۸۴ سالگی در نیویورک درگذشت.

## جوایز
وی برندهٔ جوایزی همچون نشان ملی هنر و جایزه مرکز کندی شده‌است.